# Angra F
Angra F é um sítio arqueológico subaquático integrante do Parque Arqueológico Subaquático da Baía de Angra do Heroísmo, na Ilha Terceira, nos Açores.
O sítio corresponde ao naufrágio de uma embarcação na baía de Angra do Heroísmo, próximo ao naufrágio do Lidador, a cerca de oito metros de profundidade, sob uma espessa camada de sedimentos.
A mancha de vestígios arqueológicos do sítio é composta por de pedras de lastro que se estendem por mais de 30 metros. Nela foram identificadas peças de madeira das estruturas de um casco, que aparentam terem integrado a sobrequilha da carlinga e o mastro, com um total de cerca de 4,40 metros de comprimento.
Neste local também foram recuperados alguns fragmentos de cerâmica.